# 杨云竹
杨云竹（1901年—1967年4月3日），河北蠡县人，中华民国外交官。
杨云竹曾先后毕业于北京师范学校、日本东京第一高等学校、东京帝国大学。后曾在北平大学教授法学，并任江西九江地方法院首席检察官。1935年进入外交部，历任亚洲司第一科科长，中华民国驻横滨总领事，中華民國駐日本大使館参事、代办，亚洲司司长等职。1944年曾赴美考察，后又任驻日军事代表团副团长。赴台后，历任中华民国驻日本公使、外交部顾问、中华民国驻巴拉圭全权大使等。1967年于任内在巴拉圭逝世。